# Laphroaig (Whiskybrennerei)
Laphroaig (sprich: la-froig [læˈfrɔɪg], vermutlich von gälisch lag [Senke] – altnordisch breiðr vik [breite Bucht]) ist eine Whiskybrennerei auf der schottischen Hebriden-Insel Islay. Die Gebäude der Brennerei sind in den schottischen Denkmallisten in der Kategorie C eingeordnet. Laphroaig befindet sich im Besitz des japanisch-amerikanischen Beam-Suntory-Konzerns.

## Geschichte

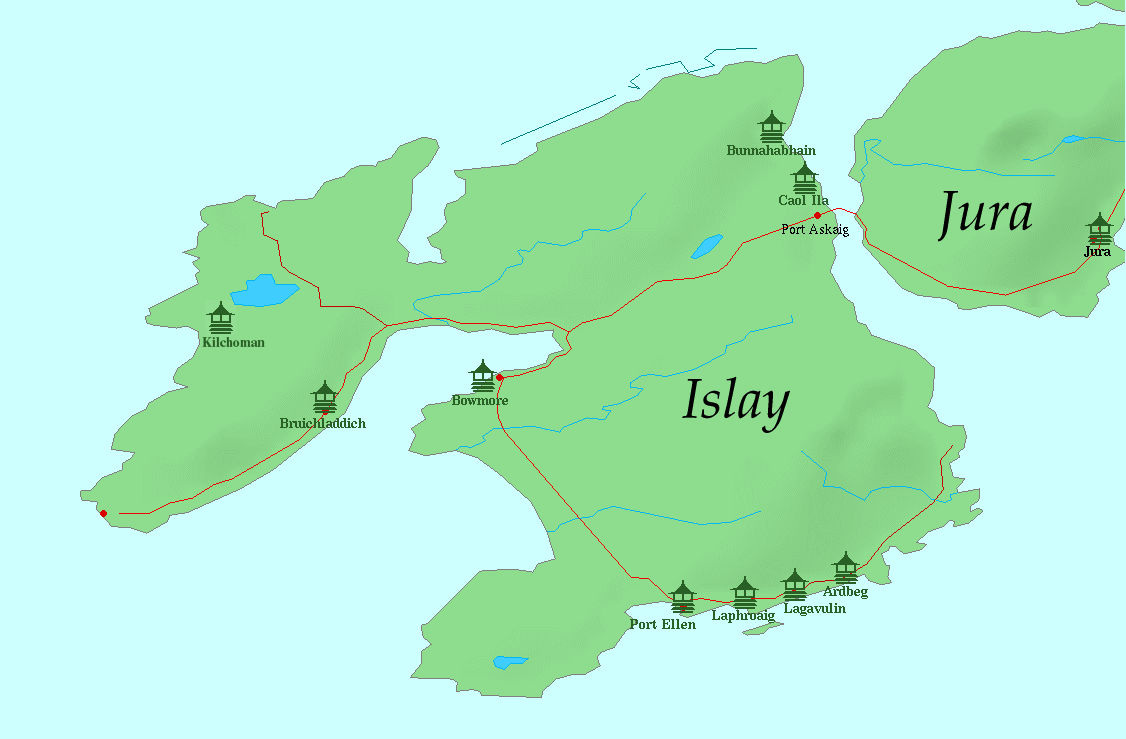
Islay

Laphroaig liegt an einer kleinen naturbelassenen Bucht. Die Destillerie wurde offiziell 1815 von den Brüdern Donald und Alex Johnston gegründet. Ursprünglich war sie eine Farm-Brennerei für den Eigenbedarf. Schon der Vater John der Gründer errichtete eine der beiden illegalen Brennereien, aus denen später Lagavulin wurde. Außerdem gab es von 1837 bis 1868 auf dem von der Destillerie genutzten Gelände eine weitere Brennerei: Die alte Ardenistiel Distillery von Andrew und James Gairdner, die auch als Kildalton Distillery (1849–1852) und Islay Distillery (1852–1866) bekannt wurde. Das Wasser für die Herstellung stammte aus dem Sanaig Burn, welcher damals auch Laphroaig als Wasserquelle diente. Die Brennerei blieb bis 1954 in Familienbesitz. Der letzte aus dem Johnston-Clan, Ian Hunter, hinterließ die Firma seiner Sekretärin Bessie Williamson. Diese verkaufte 1967 an Long John Distillers und führte die Destille weiter, bis sie sich 1972 zur Ruhe setzte.
Im Jahre 1923 wurden zwei Stills angeschafft und 1969 zwei weitere. 1974 kam die letzte Brennblase hinzu, womit die Anzahl auf insgesamt sieben stieg. Als Long John Distillers 1975 in Whitbread aufgingen, welches wiederum zu Allied Domecq gehörte, wechselte auch für Laphroaig der Eigentümer. Allied Domecq wurde 2005 von Pernod Ricard übernommen. Um die Auflagen des Kartellamtes zu erfüllen, trennte sich Pernod Ricard von Laphroaig. Dadurch wurde Beam Global Spirits & Wine, eine Tochter von Fortune Brands, der neue Eigentümer. Ende April 2014 schloss der japanische Getränkekonzern Suntory die Übernahme von Beam Global ab. Seitdem zählt Laphroaig zum Portfolio von Suntory.
Seit 1994 ist Laphroaig Hoflieferant des Prince of Wales für Single-Malt-Whisky.

## Produktion
Die südlichste der Islay-Brennereien verfügt über Lagerhäuser, die direkt am Meer liegen und bei hohem Wellengang vom Wasser umspült werden. Maßgeblich für den unverwechselbaren Geschmack des Malts sollen die regionalen Bedingungen verantwortlich sein: Salzwasser, salzige Seeluft, torfiges Wasser aus dem Kilbride Dam und der Torf. Dieser stammt von destillerieeigenen Feldern auf Islay (Glenmachrie Peat Moss) und weist einen hohen Moos-Anteil auf. Allerdings stammt nicht alles Malz aus der eigenen Produktion, etwa 75 % wird mit einem Phenol-Gehalt von etwa 40 ppm von der Port Ellen-Mälzerei zugekauft.
Die Anlage, in der dieser Whisky hergestellt wird, besteht (Stand 2000) aus einem Maischbottich (mash tun) (8,5 Tonnen), sechs stählernen Gärbottichen (wash backs) (je 42.000 Liter), drei wash stills (von je 10.910 Liter) und vier spirit stills (3 × 3630 l, 1 x 7270 l) unter Dampfbefeuerung. Die Jahresproduktion liegt bei zwei Millionen Litern.

## Produkte

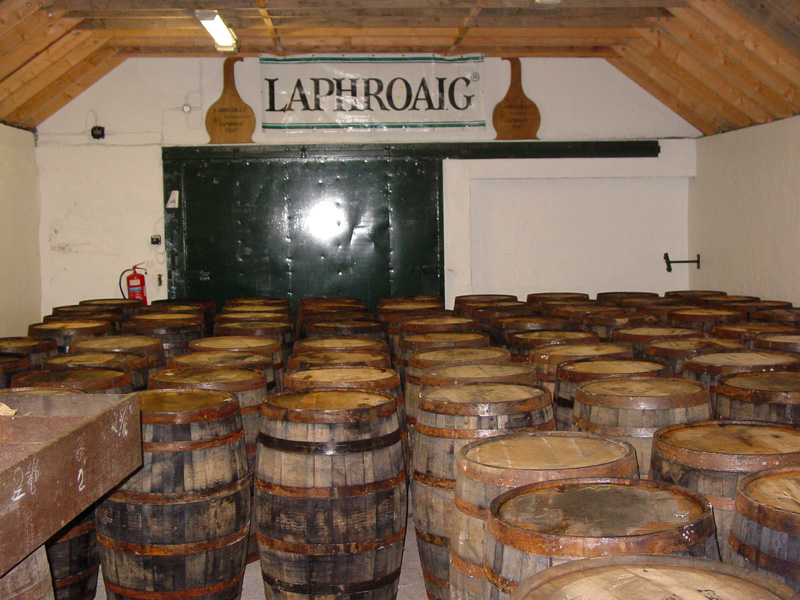
Laphroaig-Lagerhaus

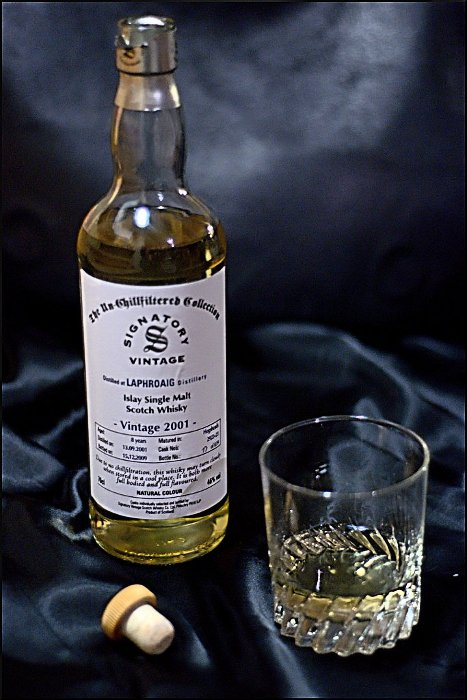
Nicht kaltgefilterter Jahrgangswhisky 2001 in einer Abfüllung der Firma Signatory

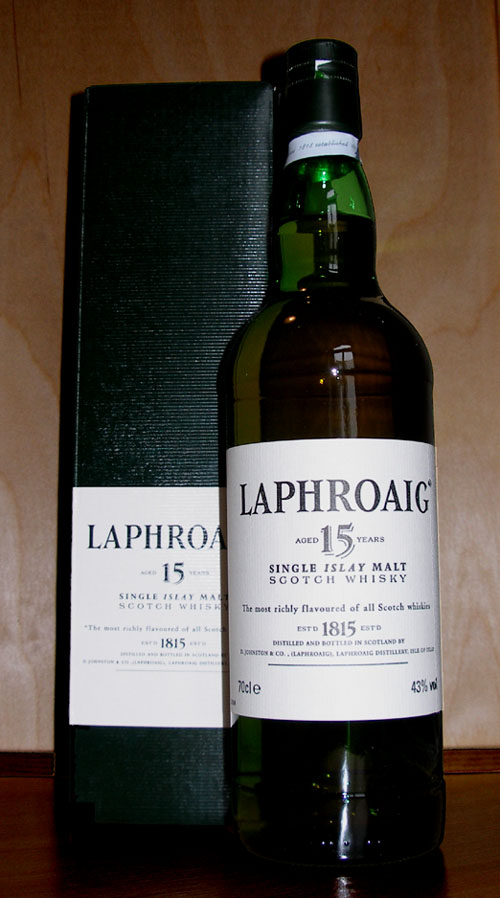
Laphroaig 15, alte, eckige Verpackung

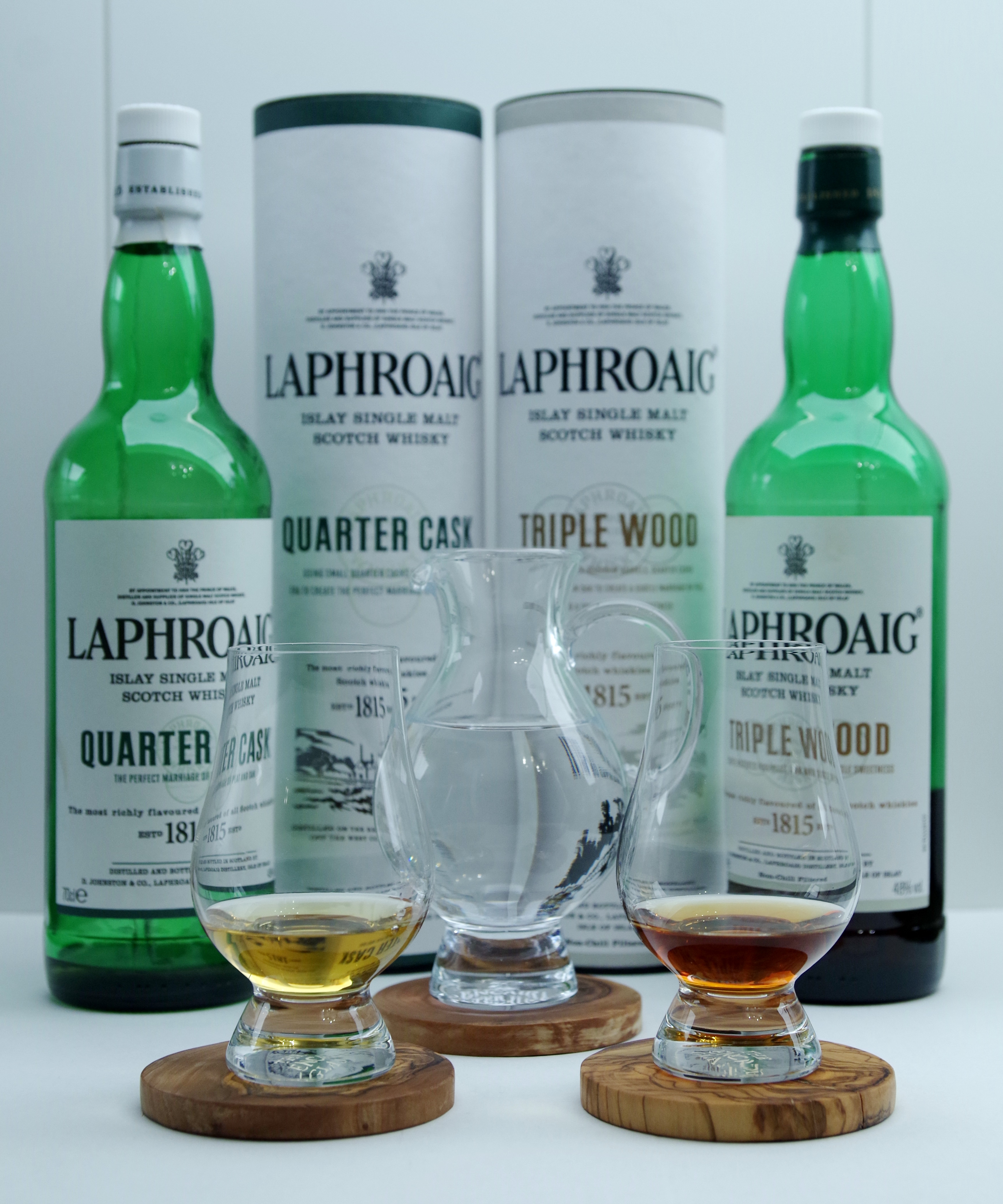
Laphroaig Quarter Cask (links) und Triple Wood (rechts)

Von der Destillerie gibt es eine Vielzahl von Abfüllungen; eine Liste mit über 200 solchen kann im Internet im Laphroaig-Archiv gefunden werden. In der Regel werden Laphroaig-Whiskys mit Zuckercouleur dunkler gefärbt. Dessen bitterer Eigengeschmack beeinträchtigt die Qualität der Whiskys aber kaum.
Laphroaig 10 Jahre 40 Vol.-% vol und 43 Vol.-%
- Farbe: Helleres goldenes Gelb.
- Duft: Hölzern. Etwas Birne. Spuren von milder Schokolade. Auf jeden Fall mit jener Note, die von vielen „medizinisch“ oder „phenolisch“ genannt wird.
- Geschmack: Wie eine „raue See“ mit extremem Torf, mithin torfig, salzig, ölig, teerig; mitunter als „medizinisch“ bezeichnet. Mit einem Tropfen Wasser noch rauchiger und torfiger.
- Abgang: Sehr lang, trocken mit Einbindung der vorherigen Noten.
- Resümee: Ein eigenwilliger, charaktervoller Malt. Tiefgründig und erdverbunden.

Laphroaig 10 Jahre Cask Strength 60,1 Vol.-%
Im Juni 2020 gab Beam Suntory, der Konzern hinter Laphroaig, bekannt, dass der 10-jährige und limitierte Laphroaig in Fassstärke wieder auf dem deutschen Markt zu kaufen sein wird. Gereift ist die Abfüllung im Bourbon-Fass. Als Whisky in Fassstärke wurde der unverdünnt abgefüllt bei einem Alkoholgehalt von 60,1 Volumenprozent.
Laphroaig 15 Jahre 43 Vol.-%Der 15-jährige Laphroaig, der Lieblings-Whisky von Prince Charles, ist in Duft und Geschmack deutlich zurückhaltender und gesetzter als der 10-jährige. Der Laphroaig-typische, etwas medizinische Geschmack (etwa nach Iod) tritt etwas in den Hintergrund. Es dominieren torfige und rauchige Noten, die jetzt mit einem Lagavulin oder dem 12-jährigen Bowmore vergleichbar sind. Im Jahr 2008 wurde der 15-jährige Laphroaig durch eine 18-jährige Abfüllung ersetzt und ist zwischenzeitlich kaum noch erhältlich.
Laphroaig 18 Jahre 48 Vol.-%Der 18-jährige Laphroaig hat den überaus beliebten 15-Jährigen im Jahr 2008 abgelöst. Er wird ebenso wie der Quarter Cask bei 48 % Alkoholgehalt abgefüllt und nicht kühl gefiltert. Er ist noch milder und süßer als der 15-jährige und wurde von Whisky-Autoren wie Michael Jackson im Malt Whisky Companion oder von Jim Murray in dessen Whisky Bible besser bewertet als sein Vorgänger.
Laphroaig Signatory Vintage 46 Vol.-%Charakteristika wie Duftnote, Geschmack und Farbe variieren mit der Dauer der Lagerung und den verwendeten Fässern – der Whisky der hier abgebildeten Flasche wurde am 13. September 2001 destilliert und am 15. Dezember 2009 abgefüllt, das Produkt aus den Fässern 2922 und 2923 wurde dabei  zu einem Blend verarbeitet. Die Flasche trägt die # 17 (handschriftlich vermerkt) von 839. Die nicht kaltgefilterten Whiskys können bei kalter Lagerung trüb werden, bieten deutlich stärkere Rauch- und Torfaromen. Die erste Duftnote erinnert an Birne oder reife Äpfel, der Geschmack ist sehr lang anhaltend (selbst nach Laphroaig-Standards) und weniger holzig.
Laphroaig Quarter Cask 48 Vol.-%Der Quarter Cask ist die spritzigste Variante der Laphroaigs. Er ist die schärfste und torfigste mit der niedrigsten Komplexität der drei gängigen Varianten. Im Geschmack mit viel Torf, Salz, Süße und Holz,  intensiverer typischer Laphroaig-Geschmack. Der Ausbau findet „double matured“ zuerst in Eichenfässern, danach in kleinen, „Quarter Cask“ genannten Fässern statt. Der Ausbau in den Quarter Casks erfordert wegen des größeren Kontakts zur Fasswand eine geringere Reifezeit. So kann die Destillerie einer kurzfristig gestiegenen Nachfrage begegnen.
Laphroaig Triple Wood 48 Vol.-%Der Triple Wood ist eine Erweiterung des Quarter Cask. Eine Nachreifung findet in europäischen Eichenfässern (Sherry) statt und verleiht ihm zusätzliche Süße und Fruchtaromen. Die intensive Vanille setzt einen Gegenpol zur torfig rauchigen Note, wodurch der Triple Wood an Komplexität gewinnt.

## Sonstiges
Zu ihrem 200-jährigen Jubiläum im Jahre 2015 verschenkte die Destillerie Laphroaig als Dankeschön an verdiente Kunden, Freunde und Persönlichkeiten quadratfußgroße Stücke Land (engl. plots) auf der Insel Islay.